# Tomás Blanco
Tomás Blanco García (Bilbao, 10 de noviembre de 1910-Madrid; 16 de julio de 1990) fue un actor español.

## Biografía
Inició una carrera en el ejército, alistándose en 1928, en la Legión Española, con la cual permaneció en Marruecos hasta 1931.
Tras abandonar la carrera militar, se trasladó a Madrid y debutó en el teatro en 1933 con la Compañía de Josefina Díaz, a las que seguieron las de María Fernanda Ladrón de Guevara, Társila Criado y Carmen Echevarría.
Tras la Guerra Civil debutó en el cine con Un caballero fabuloso (1942), de José Buchs y retomó la carrera escénica con la Compañía de Lola Membrives.
Durante cuatro décadas desarrolló una carrera cinematográfica casi siempre en papeles secundarios, pero plagada de títulos prestigiosos que le situaron entre uno de los actores más prolíficos del cine español. Durante la década de los sesenta fue además un habitual del llamado spaghetti western.
Presente también en televisión desde la aparición del medio en el país, fue uno de los rostros habituales en los espacios dramáticos de la época, participando en decenas de títulos en dramáticos como Estudio 1 o Novela.

## Premios
Medallas del Círculo de Escritores Cinematográficos
| Año  | Categoría   | Película                 | Resultado |
| ---- | ----------- | ------------------------ | --------- |
| 1949 | Mejor actor | El santuario no se rinde | Ganador   |

## Filmografía (selección)
- Mariona Rebull (1946), de José Luis Sáenz de Heredia.
- Cuatro mujeres (1947), de Antonio del Amo.
- Nada (1947), de Edgar Neville.
- El santuario no se rinde (1949), de Arturo Ruiz Castillo.
- La revoltosa (1949), de José Díaz Morales.
- Apartado de correos 1001 (1950), de Julio Salvador.
- Pequeñeces... (1950), de Juan de Orduña.
- Tempestad en el alma (1950), de Juan de Orduña.
- La laguna negra (1951), de Arturo Ruiz Castillo.
- La llamada de África (1952), de César Fernández Ardavín.
- La cigüeña dijo ¡Sí! (1955) de Enrique Carreras.
- Sangre y acero (1955), de Lucas Demare.
- Faustina (1957), de José Luis Sáenz de Heredia.
- Héroes del aire (1958), de Ramón Torrado.
- La violetera (1958), de Luis César Amadori.
- ¿Dónde vas, Alfonso XII? (1958), de Luis César Amadori.
- El hombre que perdió el tren (1960), de León Klimovsky.
- Cariño mío (1961), de Rafael Gil.
- Cupido contrabandista (1962), de Esteban Madruga.
- La pandilla de los once (1963), de Pedro Lazaga.
- El valle de las espadas (1963), de Javier Setó.
- Noches de Casablanca (1963), de Henri Decoin.
- El señor de La Salle (1964), de Luis César Amadori.
- Bienvenido, padre Murray (1964), de Ramón Torrado.
- Historias de la televisión (1965), de José Luis Sáenz de Heredia.
- La muerte tenía un precio (1965), de Sergio Leone.
- La dinamita está servida (1968), de Fernando Merino.
- La residencia (1969), de Narciso Ibáñez Serrador.
- Don Erre que erre (1970), de José Luis Sáenz de Heredia.
- Whity (1970), de Reiner Werner Fassbinder.[2]
- El mejor alcalde, el rey (1974), de Rafael gil.
- Las autonosuyas (1983), de Rafael Gil.

## Trayectoria en televisión
- Teatro breve 
  - Nubes de paso (20 de junio de 1980)
- Los Mitos
  - El tiempo (15 de febrero de 1979)
- Las Viudas
  - Viuda apetitosa (12 de abril de 1977)
- Mujeres insólitas 
  - La reina después de muerta (8 de marzo de 1977)
  - La viuda roja (22 de marzo de 1977)
- El Quinto jinete 
  - El misterio (31 de diciembre de 1975)
- Original 
  - A veces ocurren cosas (25 de marzo de 1975)
- El Teatro 
  - Las luces y los gritos (14 de octubre de 1974)
  - Hay una luz sobre la cama (28 de octubre de 1974)
- Noche de teatro 
  - La mordaza (26 de julio de 1974)
  - La dama de las camelias (16 de agosto de 1974)
- Silencio, estrenamos (1974)
- Los libros
  - La montaña mágica (7 de mayo de 1974)
- A través de la niebla
  - Los ojos de Sid Newmann (22 de noviembre de 1971)
  - El parpadeo de Visnú (29 de noviembre de 1971)
- Hora once
  - El primer loco (10 de junio de 1971)
  - Un millonario modelo (12 de febrero de 1972)
  - Billy Budd (22 de julio de 1972)
  - El retrato (25 de junio de 1973)
- Teatro de misterio 
  - Luz de gas (3 de agosto de 1970)
- La Risa española 
  - Chiruca (29 de agosto de 1969)
- El Premio 
  - Centinela de la India (6 de enero de 1969)
- Pequeño estudio 
  - Prohibido aparcar (25 de octubre de 1968)
- Historias naturales 
  - Un barbazul afeitado (18 de octubre de 1967)
- Doce cuentos y una pesadilla 
  - Pasen, señores, pasen (22 de julio de 1967)
- Teatro de siempre
  - No hay burlas con el amor (14 de julio de 1967)
  - Madrugada (30 de abril de 1970)
  - Más allá del invierno (3 de septiembre de 1970)
  - Timón de Atenas (22 de enero de 1971)
- La Pequeña comedia 
  - El café (25 de junio de 1966)
  - El barrio y el rascacielos (5 de noviembre de 1966)
- Historias para no dormir 
  - La pesadilla (1 de enero de 1966)
  - La zarpa (3 de noviembre de 1967)
  - Freddy (6 de septiembre de 1982)
- Estudio 1
  - Un plazo para vivir (20 de octubre de 1965)
  - Arsénico para dos (10 de noviembre de 1965)
  - Alguien al teléfono (29 de diciembre de 1965)
  - Macbeth (28 de septiembre de 1966)
  - La ciudad alegre y confiada (11 de octubre de 1966)
  - El grillo (15 de febrero de 1967)
  - La gaviota (28 de junio de 1967)
  - Nocturno (27 de septiembre de 1967)
  - El hilo rojo (7 de noviembre de 1967)
  - Un mes en el campo (21 de noviembre de 1967)
  - Cyrano de Bergerac (7 de enero de 1969)
  - Las ratas (4 de febrero de 1969)
  - Tío Vania (11 de noviembre de 1969)
  - Plaza de Oriente  (10 de febrero de 1970)
  - Madrugada (30 de abril de 1970)
  - La alondra (29 de enero de 1971)
  - No habrá Guerra de Troya (30 de abril de 1971)
  - Llama un inspector (6 de abril de 1973)
  - Los delfines (8 de marzo de 1974)
  - Los Galeotes (22 de marzo de 1974)
  - El Caballero de la mano en el pecho (13 de febrero de 1977)
  - Pigmalión (21 de febrero de 1979)
- Teatro para todos 
  - La muerte le sienta bien a Villalobos (8 de agosto de 1965)
- Novela 
  - El dilema (2 de agosto de 1965)
  - El muro de cristal (11 de octubre de 1965)
  - Francisco de Quevedo (8 de marzo de 1966)
  - Biografía de Helen Keller (10 de julio de 1967)
  - La muerte ríe (17 de julio de 1967)
  - La dama vestida de blanco (25 de septiembre de 1967)
  - Aquellas mujercitas (25 de diciembre de 1967)
  - La vergonzosa ternura (26 de febrero de 1968)
  - Raffles (11 de marzo de 1968)
  - Nunca llueve a gusto de todos (18 de marzo de 1968)
  - Los cascabeles de la locura (1 de julio de 1968)
  - La niña sabia (7 de octubre de 1968)
  - El bandido Dubrowski (25 de noviembre de 1968)
  - El Cristo de la Vega (15 de junio de 1970)
  - Silas Manner (7 de diciembre de 1970)
  - El diamante luna (29 de noviembre de 1971)
  - La feria de las vanidades (23 de abril de 1973)
  - La casa de las locas (21 de enero de 1974)
  - Los enemigos (18 de febrero de 1974)
  - El hombre de los aplausos (10 de enero de 1977)
  - El desconocido (21 de marzo de 1977)
  - Teresa (6 de junio de 1977)
  - Poquita cosa (15 de mayo de 1978)
  - El misterio de María Roget (29 de mayo de 1978)
  - La ilustre fregona (30 de octubre de 1978)
- Tras la puerta cerrada 
  - La gota de sangre (24 de junio de 1965)
- Estudio 3 
  - La puerta que da al jardín (7 de febrero de 1965)
- Sábado 64 
  - La Piconera (16 de enero de 1965)
  - Goyescas (13 de febrero de 1965)
- Tengo un libro en las manos
  - El hombre y el miedo (12 de noviembre de 1964)
- Escuela de maridos 
  - Vacaciones matrimoniales (31 de octubre de 1964)
- Teatro de familia 
  - Chocolate para cincuenta (5 de mayo de 1964)
- Primera fila 
  - Proceso de Jesús (25 de marzo de 1964)
  - Una mujer sin importancia (3 de junio de 1964)
  - Casa de muñecas (22 de julio de 1964)
  - La reina y los insurrectos (4 de noviembre de 1964)
  - Plaza de Oriente  (18 de noviembre de 1964)
  - Un amante en la ciudad (10 de febrero de 1965)
  - Crimen y castigo (9 de junio de 1965)
  - Volpone (21 de julio de 1965)
- Gran teatro
  - Don Juan Tenorio (27 de octubre de 1963)
  - El amor de los cuatro coroneles (5 de abril de 1964)